# خاندان کونینومیا
خاندان کونینومیا (به ژاپنی: 久邇宮, Kuni-no-miya)، دومین شاخه وثیقه (او-که) از خانواده امپراتوری ژاپن (دودمان یاماتو) بود که از فوشیمی-نومیا ایجاد شد، قدیمی‌ترین شاخه از چهار شاخه سلسله امپراتوری که اجازه داشت جانشینی برای پادشاه پادشاهی فراهم کند تا تخت شاهی شاهنشاهی اصلی را تولید کند.